# Enzo Felsani
Felsani fue general del Cuerpo de Seguridad Pública y comandante de la Academia de Policía de Roma, y fue el promotor de la reforma y de la desmilitarización del Cuerpo de Policía italiano, así como primer secretario general y fundador del SIULP, el primer sindicato de la Policía italiana. Estuvo presente en 1968 entre los fundadores de la Asociación Nacional de la Policía de Estado (ANPS), que llevaba el nombre de “Asociación Nacional de las Guardias de Seguridad Pública” (ANGPS), y fue uno de sus principales impulsores para reforzar la unión entre el personal policial en servicio y en retiro, además de brindar asistencia moral a los afiliados.